# Саскатун (аеропорт)
Міжнародний аеропорт імені Джона Діфенбейкера (англ. Saskatoon John G. Diefenbaker International Airport) (фр. Aéroport international John G. Diefenbaker de Saskatoon)  — державний міжнародний аеропорт, розташований у Саскатуні, Канада, на висоті 504 м над рівним моря. У 2010 році пасажиропотік через аеропорт склав 1,1 мільйона осіб.

## Історія
Аеропорт розпочав роботу 1929 року. Під час Другої світової війни, був перетворений урядом Канади на військову підготовчу базу.
1993 року отримав сучасну офіційну назву «Міжнародний аеропорт Саскатуна ім. Джона Дж. Діфенбейкера» — на честь 13-го прем'єр-міністра країни Джона Діфенбейкера.

## Пасажирські послуги

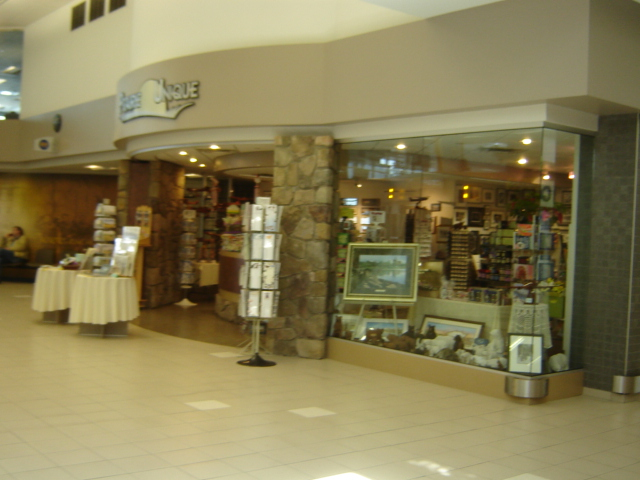
Prairie Unique Gifts

Аеропорт містить невеликий історичний дисплей на головному поверсі. Існують також численні виставки мистецтва та фотографії місцевих художників навколо терміналу. Є ресторан, Tim Hortons і Starbucks в зоні пост безпеки. Також як магазин Relay біля входу.
У лютому 2015 року швидка допомога Сент-Джонса запровадила терапевтичних собак в аеропорт, надаючи послугу, щоб зняти стрес з нервових пасажирів. [джерело?]

## Наземний транспорт
Саскатунський транзит (маршрут 11) забезпечує автобусне сполучення між аеропортом та центром міста.
Служба таксі з декількох агентств прокату автомобілів доступна в аеропорту. United Cabs Limited є ліцензованим постачальником послуг з таксі та лімузину.

## Інші послуги повітряного супроводу
У аеропорту є безліч додаткових будівель. До них належать Міжнародний авіаційний термінал (використовується Air Canada Cargo, Anderson Aviation, Air-services Dryden). 23 авіакомпанії Air Canada Jazz та Canadian Regional Airlines Fokker F28 були збережені в аеропорту після того, як вони були звільнені з флоту у 2003 році.
Саскачеванська авіаційна швидка допомога надає послуги фіксованої повітряної швидкої допомоги, і має штаб-квартиру та основну базу в аеропорту. У аеропорту Саскатун є ангар для вертольота авіаційно-рятувального апарату Shock Trauma.

## Авіалінії та напрямки на 3 листопада 2018

### Пасажирські

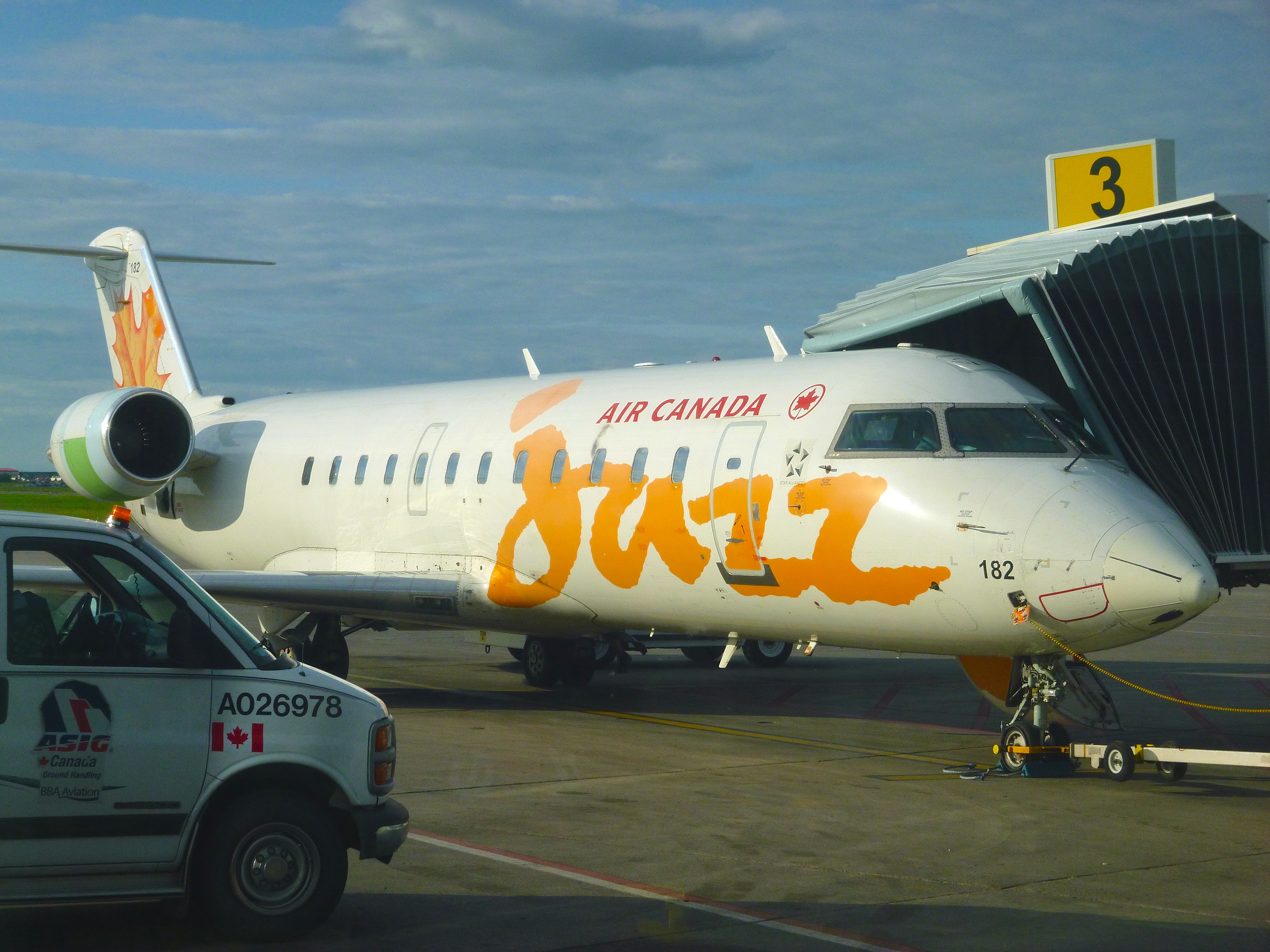
Air Canada Express CRJ-200

| Авіакомпанія       | Пункт призначення |
| ------------------ | --- |
| Air Canada         | Торонто-Пірсон |
| Air Canada Express | Калгарі, Едмонтон, Ванкувер, Вінніпег Сезонний: Оттава, Регіна |
| Canadian North     | Чартер: Форт-Мак-Кай, Гамілтон, Лондон (Онтаріо) |
| Delta Air Lines    | Сезонний: Міннеаполіс-Сент-Пол |
| Delta Connection   | Міннеаполіс-Сент-Пол |
| ExpressAir         | Регіна |
| Sunwing Airlines   | Сезонний: Канкун, Кайо-Коко, Холгвін, Ватулко, Істапа–Сіуатанехо, Масальтан, Монтего-Бей, Пуерто-Плата, Пуерто-Валларта, Пунта-Кана, Сан-Хосе-дель-Кабо, Сент-Клер, Варадеро |
| Transwest Air      | Фонд-ду-Лак, Ле-Ронж, Поінтс-Норд, Прінс-Альберт, Стоні-Репідс, Волластон |
| WestJet            | Калгарі, Торонто-Пірсон, Ванкувер Сезонний: Канкун, Лас-Вегас, Орландо (починається 7 грудня 2018), Фінікс-Скай-Харбор, Пуерто-Валларта                                      |
| WestJet Encore     | Калгарі, Едмонтон, Вінніпег |

### Вантажні
| Авіакомпанія     | Пункт призначення |
| ---------------- | ----------------- |
| Cargojet Airways | Регіна, Вінніпег  |
| SkyLink Express  | Регіна, Вінніпег  |

## Статистика

### Річний трафік
| Рік  | Пасажирообіг | % Зміна |
| ---- | ------------ | ------- |
| 2010 | 1,215,923    | ▬       |
| 2011 | 1,246,405    | ▲ 2.5%  |
| 2012 | 1,326,838    | ▲ 6.4%  |
| 2013 | 1,389,875    | ▲ 4.7%  |
| 2014 | 1,482,615    | ▲ 6.6%  |
| 2015 | 1,443,446    | ▼ -2.6% |
| 2016 | 1,452,349    | ▲ 0.6%  |
| 2017 | 1,462,751    | ▲ 0.7%  |

## Обладнання
У пожежному відділі Міжнародного аеропорту імені Джона Діфенбейкера діє дві аварійні служби (Oshkosh Striker 3000) у відновленій пожежній станції (2008 р.) Для надання пожежної та рятувальної служби в аеропорту.
Служба безпеки Garda Security заключила конракт з Канадським органом безпеки повітряного транспорту, щоб забезпечити перевірку безпеки для пасажирів та перевірки багажу. Всі офіцери, що відслідковують це, носять унікальний костюм CATSA. Однак, не є працівниками Уряду Канади, а працюють підрядниками.

## Галерея

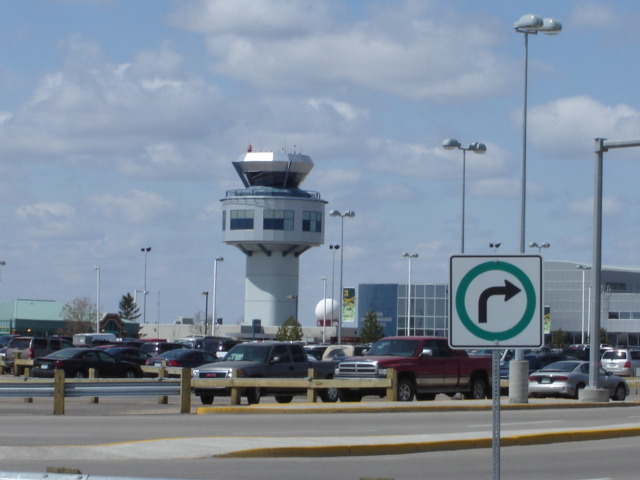
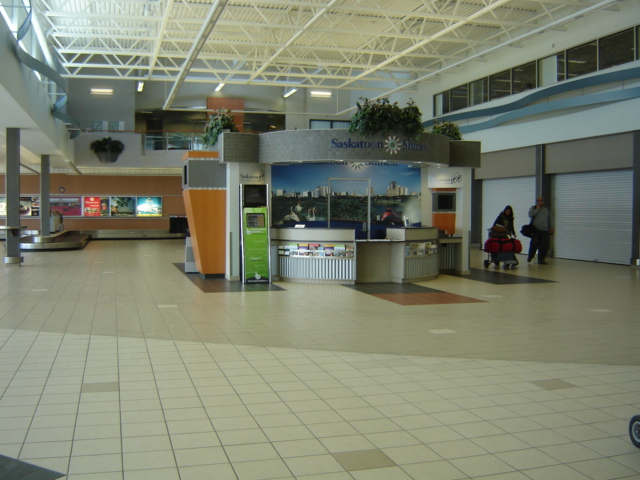
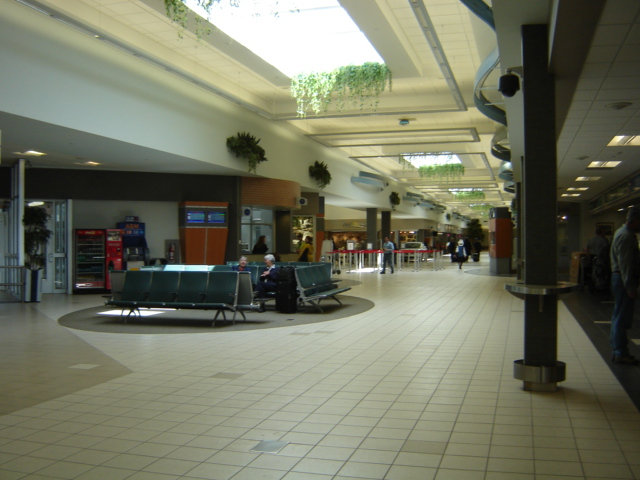
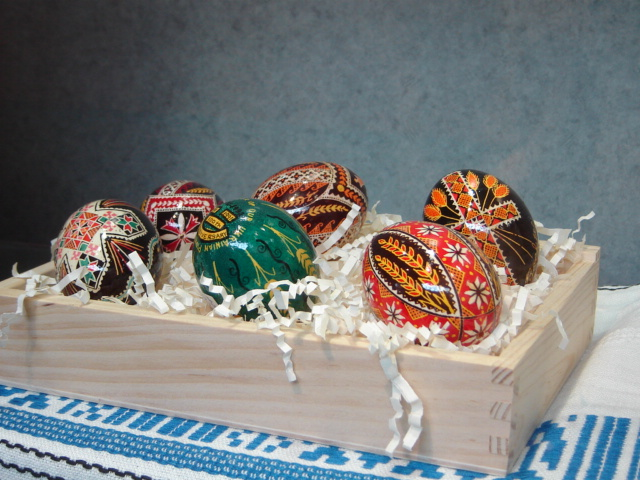
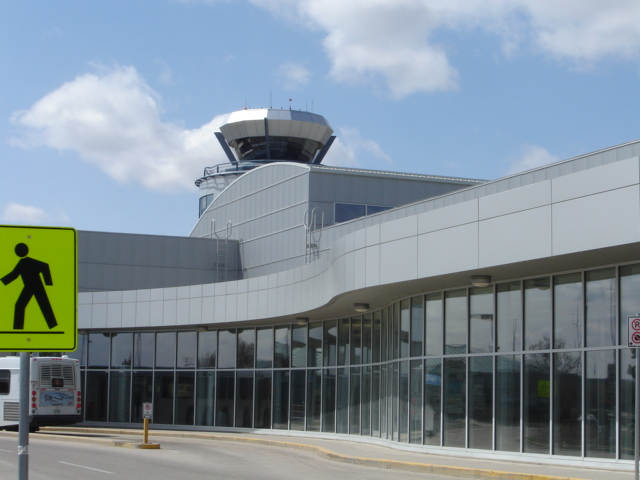